# Manuel Rodrigues Lapa
Manuel Rodrigues Lapa (Anadia, Aveiro, 22 de abril de 1897 - ibidem, 28 de marzo de 1989) fue un filólogo portugués, que hizo varios estudios sobre la literatura y el idioma gallego.

## Biografía
Estudió en la Universidad de Lisboa, donde se doctoró con la tesis De las Origens de la Poesia Lírica em Portugal en la Edad Média (1930). Ese miso año publica Os vilancicos: o vilancico galego nos séculos XVII e XVIII obra en la cual estudia villancicos gallegos. Dos años después hace su primera visita a Galicia.
Fue apartado de la facultad de Letras en 1935 por motivos políticos, debido a su oposición al gobierno de António de Oliveira Salazar. A partir de ahí se dedicó al periodismo (dirigió O Diabo) y a las investigaciones literarias. Ese año edita en la revista Seara Nova un número especial dedicado al poeta Eduardo Pondal.
Fue encarcelado el 6 de enero de 1949. En 1957 se exilió en Brasil, donde dio clase en varias universidades y realizó investigaciones sobre el siglo XVIII en Minas Gerais. Regresó a Portugal después de la revolución del 25 de abril de 1974.
En 1965 se imprime en Vigo, su edición de las cantigas de escarnio y maldecir. En 1973, publica un artículo en la revista lisboeta Colóquio / Letras, donde se proclama partidario de que el gallego se escriba con ortografía portuguesa. El artículo se reeditó en la revista Grial, desencadenado una polémica, en la que tomaron postura en contra intelectuales gallegos como: Ramón Piñeiro, Álvaro Cunqueiro o Ramón Otero Pedrayo y a favor: Valentín Paz Andrade, Ernesto Guerra de la Cual, o Ricardo Carballo Calero.
En 1981 realizó su última visita a Galicia, para presentar un libro de su amigo Roble Calero. En 1989 fallece en su casa de Anadia.

## Obra
- História da língua e da literatura portuguesa, I: Das origens da poesia lírica em Portugal na Idade Media. Lisboa. Seara Nova. 1929.

- Origens da Poesia Lírica em Portugal na Idade Média 1930.
- Liçôes de literatura portuguesa: época medieval. Lisboa, Centro de Estudos Filológicos. 1934 (con varias edicións posteriores).
- Crestomatía arcaica. Lisboa. Gráfica Lisbonense. 1940.
- Estilística da língua portuguesa. Coímbra. Coímbra Editora. 1945 (onde comenta escritores en galego).
- Miscelânea de língua e literatura portuguesa medieval. Rio de Janeiro. Instituto Nacional do Livro. 1965.
- As minhas razôes: Memórias de um idealista que quiso indereitar o mundo...Coímbra. Coimbra Editora. 1983 (libro de memorias).

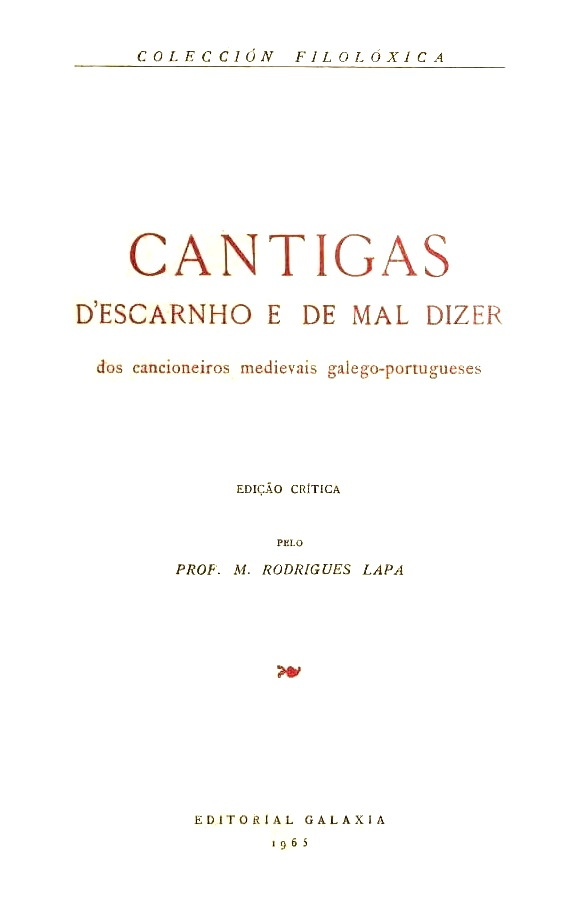
Cantigas d'escarnho y de mal dizer.

- Os vilancicos: o vilancico galego nos séculos XVII e XVIII. 1930 (reimpreso con o título "Os vilancicos: a tradiçâo do vilancico galego nos séculos XVII e XVIII", in rev. "Agália", 11. 1987, páxs. 353-363).
- Carta a la viuda de Castelao, in rev. "A Nosa Terra", n.º 474, 1950.
- A obra máis urgente da galeguidade, in rev. "Galicia", Centro Gallego de Montevideo, n.º 466, 1952.
- A ideia de comunhâo em Otero Pedrayo, in V.V.A.A., Homaxe a Ramón Otero Pedrayo no LXX aniversario do seu nacimento. Vigo. Galaxia. 1958, pá. 73 e ss,
- A recuperaçâo literária do galego, in rev. "Coloquio/Letras", 13. Lisboa. 1973, páxs. 5-14.
- Estudos galego-portugueses: por uma Galiza renovada. Lisboa. Sá da Costa. 1979.
- A reintegraçâo lingüística galego-portuguesa. Um drama que afecta a nós todos, in rev. "Nova Renscença", Porto, outubro de 1983, páxs. 321-329.
- O problema lingüístico da Galiza: sobre cultura e idioma na Galiza, in rev. Temas do Ensino, n.º 6-10, pás. 23-33.
- Cartas a Francisco Fernández del Riego sobre a cultura galega. Galaxia. 2001.[3]

## Ediciones
- Cantigas de Santa Maria, de Afonso X. Lisboa Centro de Estudios Filologicos. 1939.
- Cantigas d'escarnho e de mal dizer dos cancioneiros medievais galego-portugueses. Vigo. Galaxia. 1965.